# Warped Tour 2001 Tour Compilation
Warped Tour 2001 Tour Compilation è la quarta compilation del Warped Tour, pubblicata il 19 giugno 2001.
È formata quasi totalmente da tracce inedite; le uniche tracce già pubblicate sono di Bouncing Souls, Madcap, Me First and the Gimme Gimmes, The Casualties e Buck-O-Nine.
È la prima compilation del tour ad adottare la nomenclatura Warped Tour <anno> Tour Compilation.

## Tracce
1. Sick Sick World - 1:16 (Rancid)
2. The Ballad of Johnny X - 2:11 (Bouncing Souls)
3. So Many Ways - 2:57 (New Found Glory)
4. Zapatista, Don't Give Up - 2:48 (Anti-Flag)
5. Going on the Road - 3:31 (Madcap)
6. A Winter's Tale - 3:23 (AFI)
7. Sink or Swim - 2:44 (Bigwig)
8. Don't Let the Sun Go Down on Me - 3:46 (Me First and the Gimme Gimmes)
9. Unwind - 2:13 (H2O)
10. Get It Together - 3:42 (Midtown)
11. S.W.M. - 2:55 (The Vandals)
12. The Lonely - 3:16 ($wingin' Utter$)
13. Rebels of the Sacred Heart - 5:19 (Flogging Molly)
14. Providence Is... - 2:32 (The Mighty Mighty Bosstones)
15. Take the Reins - 2:47 (Tsunami Bomb)
16. Looking Back on Today - 3:48 (The Ataris)
17. Enjoy the Silence - 2:40 (No Use for a Name)
18. Hippie Song - 1:24 (Kill Your Idols)
19. Fight for Your Life - 2:25 (The Casualties)
20. Sleep on It - 2:56 (The Living End)
21. Edge of 21 - 3:24 (Lost City Angels)
22. Something to Find - 1:22 (Buck-O-Nine)
23. Tables Have Turned - 0:47 (Sum 41)
24. Chaos - 3:37 (Deviates)
25. Indebted - 2:30 (Autopilot Off)
26. Radiation Nation - 1:58 (Agent 51)

## Classifiche
| Classifica (2001)         | Posizione massima |
| ------------------------- | ----------------- |
| Stati Uniti (independent) | 8                 |